# 扎夫尔奇
扎夫尔奇（發音：[ˈzaːʋəɾtʃ]），是斯洛維尼亞哈羅澤地區扎夫尔奇市镇的聚居點及行政中心。位於德拉瓦河右岸和克羅埃西亞邊界之間。當地傳統上屬於下施蒂里亞地區，現在包含在波德拉夫統計區中。

## 歷史
連接 Poetovio（今普圖伊）和 Mursa Maior（今奧西耶克）的古羅馬道路穿過當地。扎夫尔奇的堂區教堂是獻給聖尼古拉斯，屬於天主教馬里博爾總教區。它在可追溯到1430年的書面文件中首次被提及為 Saurig 或 Sauritsch。 它在17和18世紀進行改建。第一所學校成立於1671年，當時學生在私人住宅中受教。教會記錄顯示，1812年神父允許重建教室，以便有更多學生能夠參加。校舍建於1889年。在聚居地西北部的一座小山上有第二座教堂。它是獻給聖母瑪利亞。扎夫尔奇宅邸是一座靠近堂區教堂的豪宅。它建於17世紀，並於1718年擴建，現在是市镇辦公室。

## 外部連結
- Zavrč on Geopedia （页面存档备份，存于）